# Wilhelm Harder (Politiker)
Wilhelm Harder (* 12. Juli 1900 in Rugenhof, Kreis Rügen; † 27. September 1971) war ein deutscher Politiker (SPD). Er war von 1955 bis 1958 Mitglied des Landtags von Nordrhein-Westfalen.

## Leben
Wilhelm Harder hatte die Volksschule besucht, bevor er 1920 anfing als Bergarbeiter zu arbeiten. 1930 wurde er Gastwirt. Ab 1935 war er selbstständiger Landwirt in Dänemark. Harder wurde bereits 1915 Mitglied der SPD. Er war seit 1923 und dann wieder ab 1948 als Parteisekretär tätig. Harder zog am 30. Juni 1955 als Nachrücker in den nordrhein-westfälischen Landtag ein. Er war Abgeordneter bis zum 12. Juli 1958.